# Olbia Calcio 1905 2019-2020
Questa voce raccoglie le informazioni riguardanti l'Olbia Calcio 1905 nelle competizioni ufficiali della stagione 2019-2020.

## Rosa
Di seguito la rosa tratta dal sito internet ufficiale della società.
| N. |                      | Ruolo | Calciatore                |
| -- | -------------------- | ----- | ------------------------- |
| 1  | Italia (bandiera)    | P     | Luca Barone               |
| 2  | Italia (bandiera)    | D     | Andrea Mastino            |
| 3  | Italia (bandiera)    | C     | Luca La Rosa              |
| 4  | Italia (bandiera)    | D     | Gabriele Dalla Bernardina |
| 5  | Italia (bandiera)    | D     | Simone Gozzi              |
| 7  | Italia (bandiera)    | C     | Nunzio Lella              |
| 8  | Italia (bandiera)    | C     | Andrea Vallocchia         |
| 9  | Italia (bandiera)    | A     | Roberto Ogunseye          |
| 10 | Italia (bandiera)    | C     | Andrea Cocco              |
| 11 | Italia (bandiera)    | A     | Riccardo Doratiotto       |
| 13 | Australia (bandiera) | C     | Nicholas Pennington       |
| 14 | Italia (bandiera)    | D     | Francesco Pisano          |
| 17 | Italia (bandiera)    | C     | Luca Manca                |

| N. |                        | Ruolo | Calciatore           |
| -- | ---------------------- | ----- | -------------------- |
| 18 | Italia (bandiera)      | A     | Antonio Demarcus     |
| 19 | Italia (bandiera)      | A     | Giacomo Parigi       |
| 20 | Italia (bandiera)      | C     | Mattia Muroni        |
| 21 | Italia (bandiera)      | A     | Francesco Verde      |
| 22 | Paesi Bassi (bandiera) | P     | Maarten van der Want |
| 23 | Italia (bandiera)      | D     | Mattia Pitzalis      |
| 24 | Italia (bandiera)      | C     | Luca Belloni         |
| 25 | Italia (bandiera)      | A     | Antonio Martiniello  |
| 26 | Italia (bandiera)      | P     | Luca Crosta          |
| 27 | Italia (bandiera)      | D     | Davide Zugaro        |
| 28 | Italia (bandiera)      | C     | Luca Miceli          |
| 33 | Italia (bandiera)      | C     | Roberto Biancu       |

## Divise e sponsor
Le maglie sono realizzate dall'azienda sarda EYE Sport.
| Casa | Trasferta | Terza |

## Staff tecnico
Di seguito lo staff tecnico tratto dal sito internet ufficiale della società.
Area tecnica
- Michele Filippi - Allenatore
- Luca Raineri - Allenatore in seconda
- Fabrizio Martellotta - Preparatore dei portieri
- Mauro Baldus - Preparatore atletico
- Andrea Paniziutti - Preparatore atletico
- Ruggero Radice - Resp. Settore giovanile e scuola calcio

Area sanitaria
- Carlo Piredda - Responsabile sanitario
- Giovanni Pirastru - Fisioterapista